# ヒホン国際映画祭
ヒホン国際映画祭（ヒホンこくさいえいがさい、スペイン語: El Festival Internacional de Cine de Gijón）は、1963年に設立され、毎年11月にスペイン北部アストゥリアス州の港町ヒホンで開催される映画祭。サン・セバスティアン国際映画祭、バリャドリッド国際映画祭に次いで、スペインで最も歴史ある映画祭の一つ。

## 解説
国際映画製作者連盟（FIAPF）公認の国際映画祭であり、釜山国際映画祭、シッチェス・カタロニア国際映画祭などと同じコンペティティブ・スペシャライズド長編映画祭に認定されており、新進気鋭の映画作家へ特別な注意を払っている
。
過去数年間、独立系映画界の最も権威ある専門家たちが映画祭に参加しており、その中にはアッバス・キアロスタミ、アキ・カウリスマキ、トッド・ヘインズ、ペドロ・コスタ、ポール・シュレイダー、エミール・クストリッツァ、アミール・ナデリ、鈴木清順、ケネス・アンガー、ウルリッヒ・ザイドル、ハル・ハートリー、ツァイ・ミンリャン、クレール・ドニなどの監督が含まれている。
また、ジョン・ケイル、マリア・シュナイダー (女優)、モンテ・ヘルマン、フリオ・メデム、フェレ・マルティネスなど、国内外の映画関係者が国際審査員として参加し、映画祭の各セクションで作品を紹介したり、賞を受賞したりしている。
映画祭期間中は監督とのミーティング、コンサート、音楽ライブパーティーなど、多くのイベントが開催される。
また映画祭は、さまざまなコンペティション部門でいくつかの賞を授与しており、そのために、各国の映画関係者5名以上で構成される国際審査員、17歳から25歳までの若者10-15名で構成されるユース審査員、そして国際批評家連盟（FIPRESCI）審査員が参加している。
近年はホン・サンス監督の『夜の海岸で一人』が2017年に主演女優賞（キム・ミニ）、『川沿いのホテル』が2018年に最優秀作品賞・脚本賞・最優秀男優賞の3冠、『あなたの顔の前に』が2021年に審査委員特別賞を受賞している。

## 日本映画の上映・受賞
- 1998年『バレット・バレエ』（監督：塚本晋也）オフィシャル・コンペティション国際長編映画部門 選出上映[7]。
- 2001年『ピストルオペラ』（監督：鈴木清順）招待上映[8]。
- 2005年『埋もれ木 (映画)』（監督：小栗康平）オフィシャル・コンペティション国際長編映画部門 選出上映[9]。
- 2009年『ワカラナイ』（監督：小林政広）オフィシャル・コンペティション国際長編映画部門 選出上映[10]。
- 2012年『ももいろそらを』（監督：小林啓一）オフィシャル・コンペティション国際長編映画部門 グランプリ受賞[11][12]。
- 2020年『風の電話 (映画)』（監督：諏訪敦彦）Albarオフィシャル・コンペティション国際長編映画部門(*長編4作目以上の監督作) 選出上映[13]。
- 2023年『悪は存在しない』（監督：濱口竜介）、『PERFECT DAYS』（監督：ヴィム・ヴェンダース）Crossroads部門(*サン・セバスティアン国際映画祭とのコラボレーション部門) 特別上映[14]。
- 2024年『光る川（英題:River Returns）』（監督：金子雅和）Retueyosオフィシャル・コンペティション国際長編映画部門(*長編4作目未満の監督作) ユース審査員最優秀長編映画賞 受賞[15][16]。